# فصلنامه کوه
فصلنامه کوه یک نشریه تحلیلی، فرهنگی و ورزشی به زبان فارسی است که از سال ۱۳۷۴ توسط  حسن صالحی مقدم در تهران منتشر می‌شود. این فصلنامه به بررسی موضوعات مرتبط با کوهنوردی، طبیعت‌گردی و فعالیت‌های ورزشی در کوهستان می‌پرداز.

## تاریخچه
نخستین شماره فصلنامه کوه در زمستان ۱۳۷۴ منتشر شد. این مجله با هدف ترویج فرهنگ کوهنوردی و ارائه اطلاعات علمی و آموزشی آغاز به کار کرد و تاکنون بیش از ۹۸ شماره از آن منتشر شده است.

## محتوای فصلنامه
فصلنامه کوه شامل مقالات و مطالبی در زمینه‌های کوهنوردی، سنگ‌نوردی، اسکی، حیات وحش، محیط زیست و تاریخ کوهنوردی است.

## آرشیو دیجیتال
آرشیو کامل این فصلنامه از طریق وب‌سایت رسمی آن در دسترس است.